# برمجيات مجانية
البرامج المجانية (بالإنجليزية: Freeware)‏ هي برامج تُطرح للاستخدام دون أي مقابل مادي ولفترة زمنية غير محدودة، مقارنة بالبرامج التجريبية حيث على المستخدم أن يدفع (بعد مدة من التجربة). مع احتفاظ مطور البرنامج بكامل حقوق الملكية الفكرية لهذه البرامج ولا يجوز لأي جهة أخرى إعادة برمجتها، أو بيعها دون إذن مسبق من الجهة المالكة لمثل هذه البرامج. يرغب مطورو البرامج المجانية هذه في إعطاء شيء للمجتمع مع إبقاء حقوق البرنامج والتحكم في تطوره مستقبلا في يده. غالباً عندما يقرر مطوّر برنامج مجاني كهذا إيقاف تطويره فإنه يعطي الشيفرة المصدرية لمطوّر آخر، أو يصدرها كبرنامج حر.
تختلف البرامج المجانية عن البرامج الحرة اختلافا كبيرا، فالأخيرة تسمح باستخدام وتوزيع وتعديل وإعادة توزيع النسخ المعدلة من البرنامج بحرية، بينما البرامج المجانية تختص بمسألة السعر فقط.
أيضا يمكن توزيع البرنامج الحر تجاريا ما دامت الحرية متوفرة.

## اقرأ أيضاً
- برامج حرة
- برامج تجريبية
- برامج تجارية